# Jae Crowder
Corey Jae Crowder (Villa Rica, 6 luglio 1990) è un cestista statunitense, professionista nella NBA.
È figlio di Corey Crowder.

## Carriera
Di ruolo ala piccola ha giocato all'Università di Marquette dal 2010 al 2012, chiudendo il suo ultimo anno con 17,5 punti e 8,4 rimbalzi a partita.
È stato selezionato come 34ª scelta assoluta al Draft NBA 2012 dai Cleveland Cavaliers; subito dopo essere stato scelto viene scambiato con Dallas assieme a Jared Cunningham e Bernard James, in cambio di Tyler Zeller e Kelenna Azubuike. Il 19 dicembre 2014 viene scambiato a Boston insieme a Jameer Nelson e Brandan Wright in cambio di Rajon Rondo.
Il 31 agosto 2017 passa ai Cleveland Cavaliers in una trade che lo vede coinvolto insieme ai compagni di squadra Isaiah Thomas e Ante Žižić, oltre che ad una prima scelta al Draft 2018 ed una seconda al Draft 2020. I Celtics ricevono in cambio Kyrie Irving, giocatore che ormai da tempo era in rotta con i Cavaliers. 
Dopo l'esperienza con i Cavaliers, gioca per gli Utah Jazz, i Memphis Grizzlies, i Miami Heat e i Phoenix Suns.
Il 9 febbraio 2023 passa, insieme a Mikal Bridges e Cameron Johnson, ai Brooklyn Nets, in cambio di Kevin Durant e T.J. Warren; i Nets ricevono anche quattro prime scelte non protette ai Draft degli anni successivi (2023, 2025, 2027 e 2029) e la possibilità di scambiare le scelte al Draft 2028. Contestualmente si trasferisce ai Milwaukee Bucks in cambio di cinque seconde scelte ai Draft.

## Statistiche

### NCAA
| Anno      | Squadra             | PG | PT | MP   | TC%  | 3P%  | TL%  | RP  | AP  | PRP | SP  | PP   |
| --------- | ------------------- | -- | -- | ---- | ---- | ---- | ---- | --- | --- | --- | --- | ---- |
| 2010-2011 | Marquette G. Eagles | 37 | 17 | 27,6 | 48,5 | 35,9 | 61,6 | 6,8 | 1,6 | 1,3 | 0,9 | 11,8 |
| 2011-2012 | Marquette G. Eagles | 35 | 35 | 32,9 | 49,8 | 34,5 | 73,5 | 8,4 | 2,1 | 2,5 | 1,0 | 17,5 |
| Carriera  | Carriera            | 72 | 52 | 30,2 | 49,2 | 35,0 | 68,3 | 7,6 | 1,8 | 1,9 | 0,9 | 14,6 |

#### Massimi in carriera
- Massimo di punti: 29 (2 volte)[4]
- Massimo di rimbalzi: 16 vs Brigham Young (15 marzo 2012)
- Massimo di assist: 6 vs DePaul (18 gennaio 2011)
- Massimo di palle rubate: 6 (2 volte)
- Massimo di stoppate: 4 vs Georgetown (13 febbraio 2011)
- Massimo di minuti giocati: 40 vs West Virginia (24 febbraio 2012)

### NBA

#### Regular Season
| Anno      | Squadra             | PG  | PT  | MP   | TC%  | 3P%  | TL%  | RP  | AP  | PRP | SP  | PP   |
| --------- | ------------------- | --- | --- | ---- | ---- | ---- | ---- | --- | --- | --- | --- | ---- |
| 2012-2013 | Dallas Mavericks    | 78  | 16  | 17,3 | 38,4 | 32,8 | 64,4 | 2,4 | 1,2 | 0,8 | 0,2 | 5,0  |
| 2013-2014 | Dallas Mavericks    | 78  | 8   | 16,1 | 43,9 | 33,1 | 75,4 | 2,5 | 0,8 | 0,8 | 0,3 | 4,6  |
| 2014-2015 | Dallas Mavericks    | 25  | 0   | 10,6 | 43,4 | 34,2 | 90,9 | 1,2 | 0,5 | 0,6 | 0,2 | 3,6  |
| 2014-2015 | Boston Celtics      | 57  | 17  | 24,2 | 41,8 | 28,2 | 76,2 | 4,6 | 1,4 | 1,0 | 0,4 | 9,5  |
| 2015-2016 | Boston Celtics      | 73  | 73  | 31,6 | 44,3 | 33,6 | 82,0 | 5,1 | 1,8 | 1,7 | 0,5 | 14,2 |
| 2016-2017 | Boston Celtics      | 72  | 72  | 32,4 | 46,3 | 39,8 | 81,1 | 5,8 | 2,2 | 1,0 | 0,3 | 13,9 |
| 2017-2018 | Cleveland Cavaliers | 53  | 47  | 25,4 | 41,8 | 32,8 | 84,8 | 3,3 | 1,1 | 0,8 | 0,2 | 8,6  |
| 2017-2018 | Utah Jazz           | 27  | 0   | 27,6 | 38,6 | 31,6 | 76,8 | 3,8 | 1,5 | 0,9 | 0,3 | 11,8 |
| 2018-2019 | Utah Jazz           | 80  | 11  | 27,1 | 39,9 | 33,1 | 72,1 | 4,8 | 1,7 | 0,8 | 0,4 | 11,9 |
| 2019-2020 | Memphis Grizzlies   | 45  | 45  | 29,4 | 36,8 | 29,3 | 78,9 | 6,2 | 2,8 | 1,0 | 0,3 | 9,9  |
| 2019-2020 | Miami Heat          | 20  | 8   | 27,7 | 48,2 | 44,5 | 73,3 | 5,4 | 1,8 | 1,3 | 0,5 | 11,9 |
| 2020-2021 | Phoenix Suns        | 60  | 42  | 27,5 | 40,4 | 38,9 | 76,0 | 4,7 | 2,1 | 0,8 | 0,5 | 10,1 |
| 2021-2022 | Phoenix Suns        | 67  | 67  | 28,1 | 39,9 | 34,8 | 78,9 | 5,3 | 1,9 | 1,4 | 0,4 | 9,4  |
| 2022-2023 | Milwaukee Bucks     | 18  | 3   | 18,9 | 47,9 | 43,6 | 83,3 | 3,8 | 1,5 | 0,7 | 0,3 | 6,9  |
| 2023-2024 | Milwaukee Bucks     | 50  | 25  | 23,1 | 42,2 | 34,9 | 72,2 | 3,2 | 1,3 | 0,8 | 0,2 | 6,2  |
| 2024-2025 | Sacramento Kings    | 9   | 2   | 11,4 | 31,8 | 26,7 | 83,3 | 2,2 | 0,7 | 0,3 | 0,0 | 2,6  |
| Carriera  | Carriera            | 811 | 436 | 24,8 | 41,8 | 34,7 | 77,7 | 4,2 | 1,6 | 1,0 | 0,3 | 9,3  |

#### Play-off
| Anno     | Squadra          | PG  | PT | MP   | TC%  | 3P%  | TL%  | RP  | AP  | PRP | SP  | PP   |
| -------- | ---------------- | --- | -- | ---- | ---- | ---- | ---- | --- | --- | --- | --- | ---- |
| 2014     | Dallas Mavericks | 7   | 0  | 11,6 | 44,4 | 42,9 | -    | 1,7 | 0,3 | 0,3 | 0,1 | 2,7  |
| 2015     | Boston Celtics   | 4   | 1  | 25,1 | 51,7 | 30,0 | 76,9 | 5,0 | 2,0 | 1,0 | 0,8 | 10,8 |
| 2016     | Boston Celtics   | 6   | 6  | 32,9 | 27,8 | 24,4 | 63,6 | 6,5 | 2,2 | 1,5 | 0,5 | 9,5  |
| 2017     | Boston Celtics   | 18  | 18 | 33,1 | 43,5 | 35,2 | 83,3 | 6,4 | 2,7 | 1,1 | 0,3 | 13,6 |
| 2018     | Utah Jazz        | 11  | 2  | 29,4 | 32,4 | 33,3 | 64,3 | 5,1 | 1,7 | 1,4 | 0,2 | 10,0 |
| 2019     | Utah Jazz        | 5   | 3  | 26,0 | 37,0 | 30,0 | 73,7 | 5,8 | 0,8 | 1,0 | 0,0 | 11,4 |
| 2020     | Miami Heat       | 21  | 21 | 31,4 | 40,3 | 34,2 | 76,1 | 5,6 | 1,9 | 0,7 | 0,6 | 12,0 |
| 2021     | Phoenix Suns     | 22  | 22 | 33,1 | 41,3 | 38,0 | 88,6 | 6,1 | 1,9 | 0,9 | 0,8 | 10,8 |
| 2022     | Phoenix Suns     | 13  | 13 | 29,5 | 40,0 | 30,2 | 73,1 | 4,7 | 2,4 | 1,0 | 0,5 | 9,4  |
| 2023     | Milwaukee Bucks  | 4   | 0  | 10,3 | 23,1 | 0,0  | 50,0 | 1,0 | 0,8 | 0,5 | 0,0 | 1,8  |
| 2024     | Milwaukee Bucks  | 4   | 0  | 10,5 | 25,0 | 14,3 | 100  | 1,5 | 0,5 | 0,0 | 0,5 | 2,3  |
| Carriera | Carriera         | 115 | 86 | 28,5 | 39,2 | 33,3 | 77,0 | 5,2 | 1,8 | 0,9 | 0,5 | 10,1 |

#### Massimi in carriera
- Massimo di punti: 30 vs Toronto Raptors (1º gennaio 2019)[5]
- Massimo di rimbalzi: 17 vs Golden State Warriors (1º marzo 2015)
- Massimo di assist: 8 vs Washington Wizards (12 maggio 2017)
- Massimo di palle rubate: 5 (7 volte)
- Massimo di stoppate: 4 (2 volte)
- Massimo di minuti giocati: 48 vs Golden State Warriors (11 febbraio 2015)

## Palmarès
- NCAA AP All-America Second Team (2012)